# Lola Glaudini
Lola Glaudini, née le 24 novembre 1971 à Manhattan, New York (États-Unis), est une actrice américaine surtout active à la télévision.

## Biographie
Lola Glaudini est née le 24 novembre 1971 à Manhattan, New York (États-Unis).

### Carrière
Elle est connue pour son rôle d'Ellie Greenaway dans la série Esprits criminels (Criminal Minds de CBS), qu'elle quitte brusquement au début de deuxième saison, car elle ne souhaitait plus vivre à Los Angeles.

### Vie privée
Elle est mariée depuis 2005 à Stuart England. Ils ont deux fils, Montaigne et Valentino England,.

## Filmographie
Sauf indication contraire, les informations mentionnées dans cette section peuvent être confirmées par la base de données cinématographiques IMDb,  présente dans la section « Liens externes ».

### Cinéma

#### Longs métrages
- 1996 : Without a Map : Anna
- 2000 : In Love (Down to You) de Kris Isacsson : Une femme
- 2000 : Groove de Greg Harrison : Leyla Heydel
- 2001 : Blow de Ted Demme : Rada
- 2003 : Consequence d'Anthony Hickox : Eva Cruz
- 2003 : 7 Songs de Noah Stern : L'assistante de Josie-Micah
- 2006 : Invincible d'Ericson Core : Sharon Papale
- 2007 : Burger Kill (Drive Thru) de Brendan Cowles et Shane Kuhn : Détective Brenda Chase
- 2010 : Rendez-vous l'été prochain (Jack Goes Boating) de Philip Seymour Hoffman : L'italienne
- 2014 : Célibataires... ou presque (That Awkward Moment) de Tom Gormican : Sharon
- 2015 : Amok de R.E Rodgers : Randy
- 2017 : A Happening of Monumental Proportions de Judy Greer : Lenny
- 2020 : She's in Portland de Marc Carlini : Ellen

#### Courts métrages
- 2000 : Dave's Blind Date de Matthew E. Alper : L'épouse
- 2007 : The Diviner de Susan Tuan : La femme
- 2017 : Full In de Christopher Sey : La mère
- 2022 : Hardboiled de Peter Sluszka : Pearl (voix)

### Télévision

#### Séries télévisées
- 1996 - 1999 : New York Police Blues (NYPD Blue) : Dolores Mayo
- 1997 : Le Visiteur (The Visitor) : Constance MacArthur jeune (saison 1, épisodes 3 et 8)
- 1999 - 2000 : Les Sept mercenaires (The Magnificent Seven) : La prostituée / Maria (saison 2, épisodes 1 et 13)
- 2000 : Good Versus Evil (G vs E) : Charlotte Devane (saison 2, épisode 11)
- 2000 : Secret Agent Man : Helga Devereaux (saison 1, épisode 12)
- 2002 : Monk : Ariana Dakkar (saison 2, épisode 4)
- 2002 : Special Unit 2 : Isabelle (saison 2, épisode 3)
- 2002 : The Random Years : Margot (saison 1, épisode 3)
- 2002 : Un gars du Queens (The King of Queens) : Margy (saison 5, épisode 7)
- 2003 : Las Vegas : A.J. (saison 1, épisode 16)
- 2003 : Monk : Ariana Dakkar (saison 2, épisode 4)
- 2003 : Le Monde merveilleux d'Andy Richter (Andy Richter Controls the Universe) : Irina (saison 2, épisode 8)
- 2003 : Boomtown : La dominatrice (saison 1, épisode 13)
- 2004 : FBI : Opérations secrètes (The Handler) : Heather
- 2004 : Les Soprano (The Sopranos) : Agent Deborah Ciccerone / Danielle Ciccolella
- 2004 : Urgences (ER) : Capitaine Jen Whitley (saison 11, épisode 16)
- 2004 : NIH : Alertes médicales (Medical Investigation) : Meredith Beck (saison 1, épisode 16)
- 2004 : Preuve à l'appui (Crossing Jordan) : Pamela (saison 4, épisode 9)
- 2005 à 2007 : Esprits criminels (Criminal Minds) : Elle Greenaway (saisons 1 et 2)
- 2007 : New York, section criminelle (Law and Order: Criminal Intent) : Leanne Baker (saison 7, épisode 4)
- 2010 : Persons Unknown : Kat Damatto
- 2010 : Bailey et Stark (The Good Guys) : Justine Moreno, US Marshall (saison 1, épisode 9)
- 2011 : Blue Bloods : Anna Vaiakowski (saison 1, épisode 12)
- 2012 : FBI : Duo très spécial (White Collar) : Rebecca Ryan (saison 3, épisode 13)
- 2012 : Person of Interest : Détective Sherri Lablanca (saison 1, épisode 19)
- 2012 / 2022 : New York, unité spéciale (Law and Order: Special Victims Unit) : Virginia Pell (saison 13, épisode 12) / Lena Hess (saison 24, épisode 6)
- 2013 : Un flic d'exception (Golden Boy) : Colleen Diaco (saison 1, épisode 12)
- 2014 : Castle : Marilyn Sutton (saison 6, épisode 13)
- 2014 : Franklin and Bash : Freddie Silmas (saison 4, épisode 9)
- 2014 : Unforgettable : Gwen Stein (saison 4, épisode 9)
- 2014 - 2015 : Revenge : Susan Luke (saison 4 épisodes 4 et 15)
- 2015 : The Expanse : Capitaine Shaddid
- 2016 - 2018 : Marvel : Les Agents du SHIELD (Marvel's Agents of S.H.I.E.L.D.) : Polly Hinton
- 2018 : The Brave : Dounia Payet (saison 1, épisode 10)
- 2018 - 2019 : Ray Donovan : Anita Novak
- 2019 : L'Arme fatale (Lethal Weapon) : Une agent du FBI (saison 3, épisode 15)
- 2022 : The Offer : Candida Donadio

#### Téléfilms
- 2011 : Une proie certaine (Certain Prey) de Chris Gerolmo : Carmel loan
- 2013 : La Dernière Prétendante (Killer Reality) de Jeff Fisher : Barbara Gordon
- 2014 : Sous le charme de Noël (A Christmas Kiss II) de Kevin Connor : Mia[4]

### Jeu vidéo
- 2011 : Star Wars: The Old Republic : Sénatrice Bevera Dodonna / Capitaine Phaeris / Officier Anstiss (voix)

## Voix françaises
En France, Julie Dumas est la voix régulière de Lola Glaudini. Murielle Naigeon l'a également doublée à quatre occasions.
- Julie Dumas[5] dans :
  - Esprits criminels (série télévisée)
  - Persons Unknown (série télévisée)
  - Une proie certaine (téléfilm)
  - Person of Interest (série télévisée)
  - New York, unité spéciale (série télévisée)
  - Castle (série télévisée)
  - Unforgettable (série télévisée)
  - Sous le charme de Noël (téléfilm)
  - Revenge (série télévisée)
  - Marvel : Les Agents du SHIELD (série télévisée)
- Murielle Naigeon[5] dans (les séries télévisées) :
  - New York Police Blues
  - Special Unit 2
  - Les Soprano
  - Preuve à l'appui

Et aussi
- Ivana Coppola dans FBI : Opérations secrètes[5] (série télévisée)
- Carole Gioan dans Blue Bloods[5] (série télévisée)
- Déborah Perret dans The Offer[5] (mini-série)